# Lighters Up (canção de Lil' Kim)
Lighters Up é uma o primeiro single do quarto álbum de estúdio da rapper americana Lil' Kim, The Naked Truth, escrita e gravada pela mesma e produzido por seu ex-namorado e produtor musical Scott Storch. Foi lançado em 31 de agosto de 2005, algumas semanas antes do lançamento do álbum The Naked Truth. O single estreou no número 100 na Billboard Hot 100, em seguida, rapidamente subiu para #31 tornando-se seu mais alto de gráficos de hit solo.
Em 2013, a canção foi eleita o hino de Brooklyn pela MTV, e foi tocada no evento VMA 2013 para receber as rappers Lil' Kim e Iggy Azalea para revelarem o melhor vídeo de Hip-hop do ano, cujo foi o dueto Macklemore & Ryan Lewis com a canção Thrift Shop.

## Sobre
Como o primeiro single do Naked Truth, o single foi razoavelmente bem, mo entanto, devido ao seguimento tardio, juntamente com pequenas promoções, foi a única realizada ao contrario dos outros singles anteriores de Lil 'Kim. A canção é sobre Kim alertando as pessoas sobre os perigos e as condições de certas partes do Brooklyn.
Houve também um remix da canção com Tego Calderón. A música foi apresentada uma nova verso e ad-libs de Calderon, bem como uma nova introdução de Kim, mas nenhum novo verso de Kim. Um CD de edição limitada único com esse remix foi dado afastado com compras de "The Naked Truth" álbum exclusivamente na Target.
O vídeo da música da canção começa com o refrão da versão limpa da musica "Shut Up Bitch", que eles dizem "Shut Up, Chick" em vez. Dirigido por Kirk Fraser, o vídeo contem aparições de outros artistas como a cantora Mary J Blige, Redd Foxx e o irmão de Kim, Chris Jones.
Duas versões da canção foram liberados. O original, que apresenta cidades em todo os EUA e no exterior durante o gancho, e outra versão intitulada "Lighters Up (Welcome To Brooklyn)", que apresenta manchas em todo Brooklyn durante o gancho.
Lauryn Hill deveria estar presente na canção como uma parceria, mas devido alguns problemas com a gravadora, isso não aconteceu.

## Faixas
- UK Promo CD[4]

1. "Lighters Up" (Radio Edit) - 3:28

- European Promo CD[5]

1. "Lighters Up" (Explicit Version) - 4:26
2. "Lighters Up" (Clean Radio Edit) - 3:28
3. "My Ni*#@s" (Bonus) - 4:14

- US Promo CD

1. Lighters Up (Amended) 4:06
2. Lighters Up (Explicit) 4:29
3. Lighters Up (Instrumental) 4:30
4. Lighters Up (Welcome To Brooklyn) (Amended) 4:30
5. Lighters Up (Welcome To Brooklyn) (Explicit) 4:28

- US Remix Promo CD[6]

1. "Lighters Up" (Remix) (Radio Version) - 3:44
2. "Lighters Up" (Remix) (Explicit Version) - 3:44
3. "Lighters Up" (Remix) (Instrumental) - 3:39
4. "Lighters Up" (Remix) (Acapella) - 3:44

- Europe CD single[7]

1. "Lighters Up" (Album Version) 4:22
2. "Lighters Up" (Remix) (Radio Version) - 3:44

- UK CD single[8]

1. "Lighters Up" (Album Version) - 4:22
2. "Lighters Up" (Edit) - 3:30

- US Remix CD single[9]

1. "Lighters Up" (Remix) (featuring Tego Calderon) - 3:44

- Maxi CD[10]

1. "Lighters Up" (Radio Edit) (Explicit Version) - 3:28
2. "Lighters Up" (Remix) (Explicit Version) - 3:44
3. "Lighters Up" (Instrumental) - 3:28
4. "Came Back For You" (Non Album Track) - 4:20
5. Enhanced Video